# Daniel Gibson
Daniel Hiram Gibson (ur. 27 lutego 1986 w Houston w stanie Teksas) – amerykański koszykarz, grający na pozycji rozgrywającego.
W 2004 wystąpił w trzech meczach gwiazd amerykańskich szkół średnich – McDonald’s All-American, Jordan Classic i Nike Hoop Summit. Został też wybrany najlepszym zawodnikiem amerykańskich szkół średnich stanu Teksas (Texas Gatorade Player of the Year). Został także zaliczony do II składu Parade All-American i III USA Today All-USA, a rok wcześniej do IV składu Parade All-American.

## Osiągnięcia
Na podstawie, o ile nie zaznaczono inaczej.
NCAA
- Uczestnik:
  - rozgrywek Elite 8 turnieju NCAA (2006)
  - turnieju NCAA (2005, 2006)
- Mistrz sezonu regularnego konferencji Big 12 (2006)
- Najlepszy pierwszoroczny zawodnik Big 12 (2005)[2]
- Zaliczony do:
  - I składu:
    - defensywnego Big 12 (2006)
    - najlepszych pierwszorocznych zawodników Big 12 (2005)

  - III składu Big 12 (2005, 2006)

NBA
- Wicemistrz NBA (2007)
- MVP Rookie Challenge (2008)
- Lider play-off w skuteczności rzutów wolnych (2009 – wspólnie z Willem Bynumem)[3]
- Uczestnik konkursu rzutów za 3 punkty (2008, 2011)